# Joan Triadú

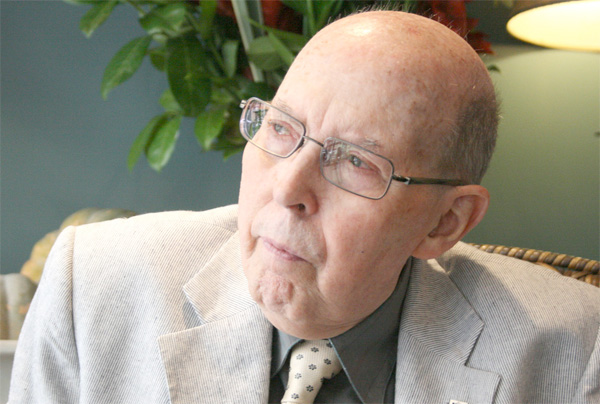
Joan Triadú i Font in 2010

Joan Triadú i Font (* 30. Juli 1921 in Ribes de Freser; † 30. September 2010 in Barcelona) war ein katalanischer Schriftsteller und Pädagoge.
Er war einer der renommiertesten Literaturkritiker des 20. Jahrhunderts und Verfechter der katalanischen Kultur.
Als Professor lehrte er katalanisch an der Universität von Liverpool. Er veröffentlichte unter anderem die Werke "Dies de memòria 1938-1940", "La poesia segons Carles Riba", "Llegir com viure", "La poesia catalana de postguerra" und "La novel·la catalana de postguerra". Sein letztes erschienenes Buch trägt den Titel "Memòries d’un segle d’Or". Er verstarb infolge Krankheit am 30. September 2010 im Alter von 89 Jahren in Barcelona.

## Auszeichnungen
- Creu de Sant Jordi, 1982
- Premi d'Honor Jaume I, 1982
- Premi d'Honor de les Lletres Catalanes, 1992
- Medalla d'Or de la Generalitat, 2001